# Chronická obstrukční plicní nemoc

Rentgenový snímek hrudníku pacienta s CHOPN

Chronická obstrukční plicní nemoc (CHOPN, dříve chronická bronchitida) je systémové zánětlivé onemocnění, které postihuje hlavně dýchací soustavu. CHOPN je v současné době léčitelná, ale není vyléčitelná.

## Výskyt
V ČR je postiženo asi 8 % populace, především muži, ale výskyt u žen stoupá (kuřáctví), úmrtnost v důsledku tohoto onemocnění je asi 2000 pacientů ročně. Příčinou úmrtí jsou kardiovaskulární nemoci nebo bronchogenní karcinom (u stádia I a II), respirační selhání (stádium III a IV).

## Rizikové faktory
- Kouření tabáku (vč. marihuany, vodní dýmky a dalších místně oblíbených typů kuřiva)
- Kouř v domácím prostředí vznikající při vaření a vytápění
- Prach a chemikálie nejen v pracovním prostředí
- Dezinfekční čisticí prostředky: studie sledující zdraví více než 55 tisíc zdravotních sester po dobu více než 20 let ukázala, že sestry, které alespoň jednou týdně používaly dezinfekční čisticí prostředky, měly o 22 až 32 % vyšší riziko vzniku CHOPN.[2] Studie však zároveň konstatovala, že z provedeného sledování nejde přesněji určit hlavní důvod vzniku této nemoci.

## Prevence
Pro prevenci CHOPN je nutné bezpodmínečné zanechání i pasivního kouření. Dále se doporučuje používání ochranných pomůcek snižujících množství vdechovaných prašných částic. Mezi doporučení patří i každoroční očkování jak proti chřipce, které snižuje závažnost onemocnění a úmrtnost pacientů s CHOPN až o 50 %, tak proti pneumokokové infekci.

## Příznaky
- Plicní

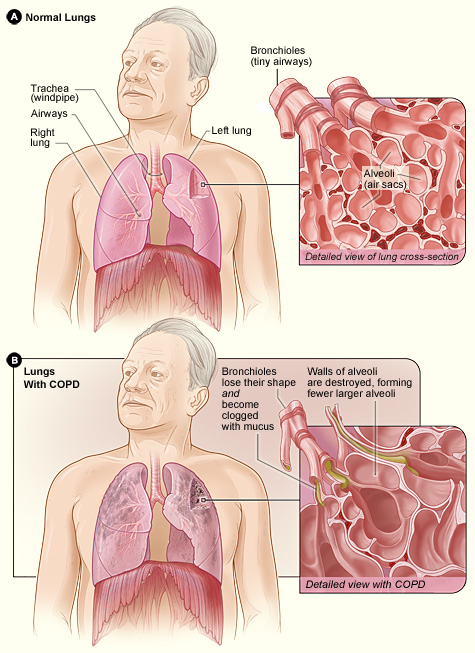
Dole schéma průdušek u pacienta s CHOPN: přítomnost hlenu a rozpad alveolárních sept (plicní emfyzém)

  - chronický kašel – může se odehrávat v epizodách a nemusí být doprovázen tvorbou hlenu[3]
  - chronické vykašlávání hlenu[3]
  - dušnost – která se v průběhu času zhoršuje[3]
  - snížení tolerance fyzické námahy
- Systémové – (stádium III, IV)
  - kachexie
  - svalová atrofie

Pro potvrzení diagnózy CHOPN je zapotřebí provést spirometrii. Je-li poměr FEV1/FVC (Tiffenauův index) po podání bronchodilatační látky nižší než 0,70, pak je to potvrzení CHOPN.

## Klasifikace
Podle výsledků vyšetření rozdělujeme CHOPN do čtyř stádií na lehkou, středně těžkou, těžkou a velmi těžkou.
| Stádium CHOPN      | Výsledky spirometrie | Klinický obraz pacienta |
| ------------------ | --- | --- |
| I – lehké          | FEV1/FVC < 0,70, FEV1 ≥ 80 % náležité hodnoty | Pacient může (ale nemusí) mít chronický kašel, expektorace, zároveň si nemusí uvědomovat, že jeho funkce plic je již abnormální.                                                                                            |
| II – středně těžké | FEV1/FVC < 0,70, FEV1 = 50–80 % náležité hodnoty | Pacient může být rovněž bez chronických příznaků, ale většinou jsou přítomny a dochází k jejich progresi. Navíc se objeví námahová dušnost, která pacienta většinou donutí vyhledat lékaře. Mohou se vyskytnout exacerbace. |
| III – těžké        | FEV1/FVC < 0,70, FEV1 = 30–50 % náležité hodnoty | Opět nemusí být přítomný kašel a expektorace, ale zhoršuje se dušnost, která pacienta výrazně limituje i při běžných denních aktivitách. Exacerbace se opakují, kvalita života je zhoršena.                                 |
| IV – velmi těžké   | FEV1/FVC < 0,70, FEV1 < 30 % náležité hodnoty, nebo < 50 % a zároveň je přítomna komplikace onemocnění (plicní hypertenze, cor pulmonale, chronická respirační insuficience) | Kvalita života je velmi zhoršena. Exacerbace může pacienta ohrozit na životě. |

V Česku jsou pacienti kvůli zpřesnění léčby fenotypizováni. Rozeznáváme fenotyp bronchitický, emfyzematický, častého exacerbátora a další.